# Memecylon phyllanthifolium
Memecylon phyllanthifolium är en tvåhjärtbladig växtart som beskrevs av George Henry Kendrick Thwaites och Richard Henry Beddome. Memecylon phyllanthifolium ingår i släktet Memecylon och familjen Melastomataceae. Inga underarter finns listade i Catalogue of Life.